# ويلمنغتون (بريطانيا)
ويلمنغتون (بالإنجليزية: Wilmington) هي قرية تقع بين أكسمنستر وهونيتون في منطقة شرق ديفون بمقاطعة ديفون في إنجلترا، وتقع على الطريق A35.
تتبع القرية حاليًا أبرشية ويدوورثي، وذلك بعد تعديل إداري حديث. قبل عام 1989، كانت المنازل الواقعة على الجانب الشمالي من الطريق A35 تتبع أبرشية أوفويل، بينما كانت المنازل على الجانب الجنوبي فقط ضمن حدود ويدوورثي.
تضم القرية كنيسة القديس كوثبرت، والتي يعود تاريخها إلى القرن الرابع عشر، كما تقع تلة كاسل هيل التاريخية بالقرب منها، وهي ذات أهمية أثرية وتاريخية.